# 体育公园站 (哈尔滨)
体育公园站是哈尔滨地铁3号线的地铁车站，位于中国黑龙江省哈尔滨市道里区群力大道与兴江路交叉口，临近哈尔滨市体育公园，于2021年11月26日开通。本站曾为3号线南端终点站。

## 车站结构
体育公园站沿群力大道东西向设置，为地下二层岛式站台车站，车站全长482米，宽19.7米，车站东侧设置两条存车线，车站作为3号线南端终点站期间供列车折返使用。
| 地面              | 出入口 | 1-3出入口                                                                                                 |
| 地下一层          | 站厅   | 客服中心、自动售票机、验票机                                                                              |
| 地下二层          | 站台层 | \| \| \| █ 3号线外环（群力第五大道） \| \| 島式 · 開左邊车门 \| \| \| \| \| \| █ 3号线内环（丁香公园） \| |
|                   |        | █ 3号线外环（群力第五大道）                                                                               |
| 島式 · 開左邊车门 |        | |
|                   |        | █ 3号线内环（丁香公园）                                                                                   |

## 车站出口
体育公园站共设3个出口，各出口及周围设施如下所示：
| 编号                                  | 建议前往的目的地           | 照片 | 无障碍设施 |
| ------------------------------------- | -------------------------- | ---- | ---------- |
| 1出口 · 出口                          | 群力大道，远大购物中心     |      | 不適用     |
| 2出口 · 出口                          | 群力大道，哈尔滨市体育公园 |      | 不適用     |
| 3出口 · 出口 · 上海地铁无障碍电梯标志 | 群力大道，银泰城           |      |            |
| 注： 设有                             |                            |      |            |

## 接驳交通

### 公交车
| 体育公园 | 体育公园           | 体育公园 | 体育公园               | 体育公园  |
| 编号     | 路线               | 路线     | 路线                   | 备注      |
| -------- | ------------------ | -------- | ---------------------- | --------- |
| 12       | 陶瓷小区公交首末站 | ⇆        | 中艺外滩1898公交首末站 |           |
| 131      | 海宁皮革城停车场   | ⇆        | 天邑澜湾公交首末站     |           |
| 133      | 博物馆             | ⇆        | 群力第二大道公交首末站 | 原 14空调 |
| 209      | 阳光绿色家园小区   | ⇆        | 阳明滩大桥南           |           |
| 238      | 吉尼斯世界纪录乐园 | ⇆        | 阳光家园小区           |           |
| 376      | 会展中心           | ⇆        | 阳明滩大桥南           |           |

## 车站历史
- 2017年11月11日，车站主体结构封顶[2]。
- 2021年11月26日，随3号线二期工程东南半环通车一同开通[1]。
- 2022年9月2日，受新冠疫情影响，车站暂停运营[4]。9月8日，车站恢复运营[5]。
- 2024年11月26日，3号线二期西北半环剩余段开通，本站不再为日常运营终点站[6]。